# ミノタウロスの皿
「ミノタウロスの皿」（ミノタウロスのさら）は、藤子不二雄名義で発表された短編漫画。藤本弘（のちの藤子・F・不二雄）による単独執筆作。藤本による初の大人向け読切短編漫画。1969年9月に小学館『ビッグコミック』に掲載された（全22頁）。1977年に単行本が発売された際に加筆・修正され、全36頁の作品となった。
1990年7月にオリジナルビデオアニメ化された。文化や倫理観など、人による価値観の違いを描いた内容となっている。以下では漫画作品について述べる（アニメは「#アニメ」の項内のみで述べる）。

## あらすじ
宇宙船の故障で遭難し、水と食糧が尽きて仲間が全員死亡した中、イノックス星に緊急着陸した主人公の男は、美しい少女・ミノアに救出される。
ミノアとともに丘や美しい水辺で時を過ごし、申し分ない日々を送る主人公。しかし、その星は地球でいうところの牛に酷似した種族（ズン類）が支配する世界だった。彼らは地球でいうところの人間に酷似した種族（ウス）を家畜として育てていた。ミノアは中でも特に血統のすぐれた肉用種で、大祭の祝宴の大皿にのる最高の栄誉「ミノタウロスの皿」に選ばれた存在だった。驚いた主人公はミノアに地球への逃走を提案するが食べられることを心から喜ぶ彼女はその意味すら解さない。主人公はズン類の有力者たちを説得して回るが、まるで話が通じない。
大祭の当日。盛大な祝宴の大音響の中、光線銃を構えながら主人公は泣き叫ぶ。
迎えのロケットの中、主人公は待望のステーキを頬張りながら泣く。

## 作品の背景
1969年、4年前に大ブームを起こした『オバケのQ太郎』と並ぶ大ヒット作を期待されるも果たせず、『週刊少年サンデー』の連載陣から外れていた藤本のもとに、『ビッグコミック』から執筆依頼が来た。当初、藤本は「子供向け漫画ばかり描いてきたから」と断ったが、当時の同誌編集長・小西湧之助の熱意ある説得に応じて引き受けた。こうした経緯から描かれた本作について、藤本は小西編集長が話してくれた、残酷な展開を持つ民話から着想を得たと書いている。大人向けコミック誌である『ビッグコミック』に執筆することに対し「自分の絵は子供向きでダメ」と難色を示す藤本に、小西は「かわいい絵だからかえって怖い」と執筆を薦めており、実際に仕上がった本作の原稿の感想を「背筋に寒気が走るほど興奮した」「怖かった」と語っている。この作品の好評をきっかけに、藤本は『ビッグコミック』と『S-Fマガジン』を中心に大人向け漫画を長きにわたり、多数発表するようになった。

## 登場人物

### 地球人
主人公
乗っていた宇宙船が故障して、イノックス星に墜落した地球人。

### イノックス星のウス
地球人と酷似した姿をしたイノックス星の家畜。草食性。地球人と同等の知性を有し、衣類やアクセサリーをまとっていて感情も豊かで、ズン類とも普通に会話が成り立っている。労働種、愛玩種、食用種などに分類されている。自分達を生まれながらの家畜と認識しており、その境遇に関して疑問や抵抗感を全く抱いていない。食用種はズン類に「おいしく食べられる」ことを一番の誉れと考えており、自身が「おいしくなる」ために幼い頃から同族間で競い合っている。ミノアの口からは、発育が悪いと「並肉」＞「ハム、ソーセージ」＞「畑の肥料」の順に扱いが低くなり、それが屈辱的だということが語られている（ミノアは食べられずにただ死ぬことを「もったいない」とも語っている）。死への恐れはそれらよりも優先順位が低い感情として捉えられている。中でも大祭の祝宴の大皿にのる「ミノタウロスの皿」に選ばれることを最高の栄誉と考えている。その栄誉は、体に痣がついても受けられない。
ミノア
百年に一頭生まれるかどうかという素晴らしいウス。大祭の祝宴で食べられることになっており、それが自身の死を意味すると理解しつつも、最高の栄誉であると誇りに思っており、逃げるよう説得する主人公とは全く会話が噛み合わない。人工心肺の用意を自ら希望する（脳につないでおくことで首だけになっても来賓の賛辞を聞くことができる）。
ミノアの親族
ミノアが「ミノタウロスの皿」に選ばれたことを心から喜んでいる。ミノアが死ぬ悲しみは全く見せず、ミノアがかすり傷を負っただけで「ミノタウロスの皿」の栄誉を失うのではないかと恐れる。

### イノックス星のズン類
外観は地球の牛によく似ているが、二足歩行をする。「ミノタウロス」のような様相である。訛り（東北弁などの地方訛り）がある言葉を喋る存在として、作中で描写されている。性格はおおむね大らかで理性的。古代ローマを思わせる文化と、洗練された高度な文明を持つ。ウスを使役ないし食用の家畜やペットとして利用しており、主人公に対しても当初はウス同様に接していたが、別惑星の知的生物だと知ると自分たちと同等の待遇でもてなした。宇宙船を造るほどの科学技術はないが、ウスをより美味しく調理するための麻酔薬と調味料を兼ねた人工血液や、人工心肺など、部分的に高いテクノロジーを持つ。ウスとズン類は対等な関係にあると主張し、「自分たちが死ねば草が生えて、その草をウスが食べるのだから恨みっこなし」などといった価値観を持っている。
ミノアの主治医
ズン類で、ウスを診る家畜専門の医者。ミノアが産まれたときから（良い食べ物になるという意味で）目をかけてきた。

## 収録単行本
- 藤子・F・不二雄のSF短編を収録した短編集。詳細は藤子・F・不二雄のSF短編一覧を参照。
- 『藤子・F・不二雄の世界』

## アニメ
「藤子・F・不二雄の Sukoshi Fushigi 短編シアター」第3巻収録。

### キャスト
- 立花 - 古川登志夫
- ミノア - 本多知恵子
- ミノアの父 - 徳丸完
- ミノアの母 - 片岡富枝
- 医者 - 北村弘一
- 大臣 - 佐藤正治
- 高官A - 塩屋浩三
- 総督 - 田中亮一
- 役人B - 戸谷公次
- 役人C - 梅津秀行
- 役人D - 佐藤浩之

### スタッフ
- 監督、絵コンテ：望月智充
- 脚本：雪室俊一
- 作画監督、キャラクターデザイン：山内昇寿郎
- 美術監督：小林七郎
- 原画：青嶋克己
- 動画チェック：阿部毅彦
- 動画：吉田光昭、山浦明、じゃんぐるじむ、スノーライト・スタッフ
- 背景：小林プロダクション、形山正、加藤賢司、高橋久嘉
- 仕上：スタジオぎゃろっぷ仙台、有沢まつ子、及川徳子、畑中淳子、高橋由紀子、乾和代、三浦ゆかり、スタジオマリーン、スタジオキャッツ、エムアイ
- 色彩設計：完甘幸隆
- 撮影監督：枝光弘明
- 撮影：スタジオぎゃろっぷ、清水泰宏、羽山泰功、小堤勝哉、田村洋、風村久生、赤沢賢二、荒川智志、小林徹、筒井義明、中富広志
- 編集：瀬山武司、足立浩
- 制作進行：大澤武志
- 音響監督：明田川進
- 音楽：サントリィ坂本
- 効果：サウンドボックス
- 録音：安藤邦男
- 録音スタジオ：アオイスタジオ
- 音響制作：マジックカプセル
- 音響担当：三間雅文
- 制作協力：綿引勝美（メモリーバンク）
- 音響制作：小学館プロダクション、サウンド・スタッフ
- 協力：藤子プロ、少年サンデー編集部、コロコロコミック編集部、小学館学習雑誌編集部
- 現像：東京現像所
- タイトル：マキ・プロ
- アシスタントプロデューサー：加藤敏幸
- プロデューサー：浅見勇（小学館）、清松信夫（東宝）、徳永元嘉（スタジオぎゃろっぷ）
- アニメーション制作：スタジオぎゃろっぷ
- 制作：小学館、東宝
- 発売元：小学館
- 販売元：東宝

### 主題歌
- オープニングテーマ
  - なし
- エンディングテーマ
  - 『スナオだからコワイ』 歌：GROUND NUTS
    - 作詞：前田カシ 作曲：鍋田健

### 熱弁の内容
終盤で主人公は総督に対して4時間半の熱弁をふるうが、漫画ではこの内容は明かされていない。アニメでは熱弁が早回しの声で語られているが、この音声の中身はミノアの声を4倍速したものであり、実際の熱弁内容を確認することはできない。